# 替普瑞酮
替普瑞酮（Teprenone）是一种萜烯类衍生物，属于胃黏膜保护药，临床用于治疗胃溃疡。 它由卫材制药以Selbex（セルベックス）的商品名于日本首次上市，而在中国则由卫材制药以施维舒的商品名上市。

## 药理及临床应用
替普瑞酮为萜烯类衍生物，能增加胃黏液合成、分泌，使黏液层中脂类含量增加，疏水性增强，进而防止胃液中氢离子回渗作用于黏膜细胞，临床上应用于胃溃疡和急性胃炎。

## 不良反应
一般为轻度胃肠道反应，罕见不良反应为肝功能障碍。